# August Meineke
Johann Albrecht Friedrich August Meineke (también Augustus Meineke; * 8 de diciembre de 1790 en Soest; † 12 de diciembre de 1870 en Berlín) fue un filólogo alemán dedicado a las lenguas antiguas.

## Vida
Meineke fue desde 1817 rector de Akademia de Danzig y desde 1856 director de la escuela Joachimsthal. Dedicó toda su vida a la obra Fragmenta Comicorum Graecorum (1839–1857), una edición completa de todos los fragmentos existentes de los poetas griegos dedicados a la comedia.